# Волково (Спасский сельсовет, Вологодский район)
Волково — деревня в Вологодском районе Вологодской области.
Входит в состав Спасского сельского поселения, с точки зрения административно-территориального деления — в Спасский сельсовет.
Расстояние по автодороге до районного центра Вологды — 29 км, до центра муниципального образования Непотягово — 19 км.

## Население
| 2002 | 2010 |
| ---- | ---- |
| 11   | ↘10  |

По переписи 2002 года население — 11 человек.